# Stefania Capobianco
Stefania Capobianco (Gaeta, 31 dicembre 1986) è una produttrice cinematografica, regista, scrittrice conduttrice e giornalista italiana.

## Biografia
Stefania Capobianco nasce a Gaeta il 31 dicembre 1986. Nel 2006 si trasferisce a Roma, dove consegue la laurea triennale e magistrale all’Università “La Sapienza”.
Nel 2013, terminati gli studi universitari, è autrice del racconto In-Contro, pubblicato da Vittorino Testa all’interno dell’antologia Venti racconti intorno Brian Wilson e Smile.
Successivamente, è produttrice e co-autrice del documentario Mediterranean Diet Example to the World, in collaborazione con Rai Cinema.
Nel 2018, realizza, in qualità di co-regista e co-autrice, il lungometraggio commedia Mò Vi Mento - Lira di Achille, presentato alla 75ª Mostra internazionale d’Arte Cinematografica di Venezia.
Nel 2019, riceve il riconoscimento quale “Miglior opera transmediale Cinema-Letteratura” da Armando Curcio Editore, durante la 13ª edizione del Premio Curcio per le Attività Creative, il “Riconoscimento speciale per meriti cinematografici” da parte del Gran Premio Internazionale di Venezia del Leone d’Oro e il "Pegaso d'Oro" del Premio Internazionale Flaiano - Premio speciale della Presidenza, durante la 46ª edizione dei Premi Internazionali Flaiano.
Nel 2020 è produttrice associata del film Rita Levi-Montalcini, diretto da Alberto Negrin, in onda su Rai 1 nel novembre 2020. Nel 2022, riceve il Premio Culturale Internazionale Cartagine, nella sezione "Giornalismo, Arte e Cultura".
Tra il 2022 e il 2023, scrive e pubblica due libri per bambini: Un Piccolo Natale Gioioso e Miracolo nella 34ª Strada, editi da Armando Curcio Editore e novellizazioni rispettivamente dei film Incontriamoci a Saint Louis (1944) e Il Miracolo nella 34ª Strada (1947).
Nel 2025, è autrice e conduttrice del programma televisivo Signori si parte - Treni storici in giro per l'Italia in onda su LA7 dal 29 giugno 2025, prodotto da Diramare in collaborazione con Fondazione FS.

## Opere cinematografiche e televisive

### Regista
- Signori si parte - Treni storici in giro per l'Italia (2025)
- Mò Vi Mento - Lira di Achille (2018)

### Sceneggiatrice
- Mediterranean Diet Example to the World, regia di Francesco Gagliardi (2015)
- Mò Vi Mento - Lira di Achille, regia di Stefania Capobianco e Francesco Gagliardi (2018)

### Produttrice
- Mediterranean Diet Example to the World, regia di Francesco Gagliardi (2015)
- Rita Levi-Montalcini - film TV, regia di Alberto Negrin (2020)

### Conduttrice
- Signori si parte - Treni storici in giro per l'Italia, regia di Stefania Capobianco (2025)

## Opere letterarie
- "In-Contro" all'interno della raccolta “Venti racconti intorno Brian Wilson e Smile”, a cura di Vittorino Testa (2013)
- "Miracolo nella 34ª Strada", Risfoglia - Armando Curcio Editore (2022)
- "Un Piccolo Natale Gioioso", Risfoglia - Armando Curcio Editore (2023)

## Premi e riconoscimenti
- AEDE Città del Golfo, “Il viaggio come conoscenza” (1998)
- Premio speciale nella sezione narrativa, nel concorso nazionale Fantafermi 2004, “I mille linguaggi dei giovani” (2004)
- 72º Festival Internazionale del Cinema di Salerno (2018)
  - Miglior Documentario nella sezione “Discovery Campania”, per Mediterranean Diet Example to the World
  - Miglior Film nella sezione lungometraggi, per Mò Vi Mento - Lira di Achille
- 13ª edizione del Premio Curcio per le Attività Creative - Miglior opera transmediale Cinema-Letteratura, per Mò Vi Mento - Lira di Achille (2019)
- Riconoscimento speciale per meriti cinematografici, per Mò Vi Mento - Lira di Achille (2019)
- 46ª edizione dei Premi Internazionali Flaiano - "Pegaso d'Oro" del Premio Internazionale Flaiano - Premio speciale della Presidenza, per Mò Vi Mento - Lira di Achille (2019)
- VIª edizione Premio Anita Ekberg - Premio Anita Ekberg (2020)
- La notte dei gatti, premio speciale People della provincia di Latina - Gatto d'Oro alla Regia, per Mò Vi Mento - Lira di Achille (2020)[10]
- Premio Culturale Internazionale Cartagine (XXIª edizione) per meriti professionali nella sezione “Giornalismo, Arte e Cultura” (2022)